# Itàlia al Festival de la Cançó d'Eurovisió
Itàlia va participar cada any entre 1956 i 1997, excepte en 1981, 1982, 1986, i de 1994 a 1996. No havia participat en el festival des de 1997 a causa de la falta d'interès per part de la RAI i dels italians, fins que a la fi de 2010 es van confirmar els rumors sobre la tornada d'Itàlia a l'edició de 2011, que es va celebrar a Düsseldorf.
Itàlia s'ha caracteritzat per enviar el festival a molts dels seus cantants més reeixits a nivell internacional, com Umberto Tozzi, Al Bano & Romina Power, Franco Battiato, Domenico Modugno, Nicola di Bari, Gigliola Cinquetti, Ricchi e Poveri i més recentment Jalisse, Marco Mengoni o Il Volo.
Des del seu retorn el 2011, el representant és escollit per un comitè especial al Festival de Sanremo, sense importar la seva secció o resultat que obtingui. El seu retorn va ser més que excepcional, després que no figurés com cap de les favorites, el país va aconseguir un segon lloc amb el tema jazz Madness of love de Raphael Gualazzi amb 189 punts; encara que a la puntuació del jurat seria la de major valoració amb 251 punts però un 11è lloc del televot finalment li llevaria el triomf. El 2012 s'escolliria a la cantant Nina Zilli amb el tema L'amore è femmina amb què arribarien al tercer lloc a les apostes, però al festival tindrien un 9è lloc amb 101 punts, a causa de la mala valoració del televot.
L'any 2013, Marco Mengoni i la seva balada L'essenziale van quedar, amb 126 punts, en el 7è lloc. Després de la seva bona ratxa de resultats, el 2014, Emma Marrone amb La Mia città va aconseguir un insuficient lloc 21è amb solament 33 punts.
En 2015 Il Volo, guanyador de Sanremo, va aconseguir el tercer lloc amb 292 punts sent la favorita del televot però no del jurat.
En 2016 va ser triada la subcampiona del festival de Sanremo, Francesca Michielin; encara que les apostes la situaven en el top 10, va haver de conformar-se amb la 16a posició amb 124 punts.
En 2017, Francesco Gabbanni, a les poques hores de guanyar Sanremo, es va posar com a favorit en les apostes, sense rivalitat alguna al llarg de la carrera cap al festival. Però, per sorpresa, va ser setè per al jurat i sisè per al televot, de manera que va aconseguir finalment el 6è lloc, amb 334 punts.
En 2018, la parella Ermal Meta-Fabrizio Moro, guanyadora de Sanremo, solament valorada per lluitar per un lloc entre els 10, va aconseguir un inesperat 5è lloc, amb el televot què va arrabassar de forma contundent els pocs punts del jurat, amb un total de 408 punts. Millor sort encara va córrer Mahmood en 2019 amb el tema Soldi, ja que va quedar en 2a posició amb 472 punts, la major puntuació aconseguida pel país fins ara. Després del bon palmarès dels últims anys, en 2021 va arribar l'esperada victòria de la mà de Måneskin.
Malgrat la seva llarga absència, és el país més reeixit del Big Five fins avui, amb 7 Top 10 (2011, 2012, 2013, 2015, 2017, 2018 i 2019) i una victòria (2021) d'un total de 10 participacions des de la seva incorporació a aquest grup.
En 31 ocasions, ha estat Itàlia en el TOP-10 dins de la final.

## Història

### Censura de 1974
Itàlia va refusar retransmetre el Festival de la Cançó d'Eurovisió 1974 en la RAI a causa d'una cançó interpretada per Gigliola Cinquetti que va coincidir amb la campanya política per al referèndum italià de 1974 sobre la derogació de la llei del divorci que tindria lloc un mes més tard, el 12 i 13 de maig. A pesar que Eurovisió transcorreria més d'un mes abans del dia de la votació i a pesar que Cinquetti va aconseguir el segon lloc, els censors italians es van negar a permetre que el festival i la cançó fossin vistes o escoltades. Els censors de la RAI sentien que la cançó titulada "Sì", i que contenia la repetició constant de la paraula, podria ser acusada de ser un missatge subliminal i una forma de propaganda per influenciar el vot del públic italià cap al "SÍ" en el referèndum. La cançó va romandre censurada en la major part de la televisió i la ràdio italiana per més d'un mes. Finalment els partidaris del "NO" es van alçar amb la victòria arribant a aconseguir el 59,30% dels vots, amb el que el divorci va seguir sent legal a Itàlia.

## Comentaristes i portaveus
Al llarg de la història del Festival, diferents locutors i portaveus han retransmès les gales i les votacions d'Itàlia. Entre ells estan Nunzio Filogamo, Nicoletta Orsomando, Raffaella Carrà i Mike Bongiorno.

## Participants
Llegenda
| Any                               | Seu                | Artista                    | Cançó                         | Final                        | Punts                        | Semifinal                   | Punts                       |
| --------------------------------- | ------------------ | -------------------------- | ----------------------------- | ---------------------------- | ---------------------------- | --------------------------- | --------------------------- |
| 1956                              | Lugano             | Tonina Torrielli           | «Amami se vuoi»               | No es van publicar resultats | No es van publicar resultats | No va haver-hi semifinals   | No va haver-hi semifinals   |
| 1956                              | Lugano             | Franca Raimondi            | «Aprite le finestre»          | No es van publicar resultats | No es van publicar resultats | No va haver-hi semifinals   | No va haver-hi semifinals   |
| 1957                              | Frankfurt del Main | Nunzio Gallo               | «Corde della mia chitarra»    | 6                            | 7                            | No va haver-hi semifinals   | No va haver-hi semifinals   |
| 1958                              | Hilversum          | Domenico Modugno           | «Nel blu dipinto di blu»      | 3                            | 13                           | No va haver-hi semifinals   | No va haver-hi semifinals   |
| 1959                              | Canes              | Domenico Modugno           | «Piove (Ciao, ciao, bambina)» | 6                            | 9                            | No va haver-hi semifinals   | No va haver-hi semifinals   |
| 1960                              | Londres            | Renato Rascel              | «Romantica»                   | 8                            | 5                            | No va haver-hi semifinals   | No va haver-hi semifinals   |
| 1961                              | Canes              | Betty Curtis               | «Al di là»                    | 6                            | 12                           | No va haver-hi semifinals   | No va haver-hi semifinals   |
| 1962                              | Luxemburg          | Claudio Villa              | «Addio, addio»                | 9                            | 3                            | No va haver-hi semifinals   | No va haver-hi semifinals   |
| 1963                              | Londres            | Emilio Pericoli            | «Uno per tutte»               | 3                            | 37                           | No va haver-hi semifinals   | No va haver-hi semifinals   |
| 1964                              | Copenhaguen        | Gigliola Cinquetti         | «Non ho l'età»                | 1                            | 49                           | No va haver-hi semifinals   | No va haver-hi semifinals   |
| 1965                              | Nàpols             | Bobby Solo                 | «Se piangi, se ridi»          | 5                            | 15                           | No va haver-hi semifinals   | No va haver-hi semifinals   |
| 1966                              | Luxemburg          | Domenico Modugno           | «Dio come ti amo»             | 17                           | 0                            | No va haver-hi semifinals   | No va haver-hi semifinals   |
| 1967                              | Viena              | Claudio Villa              | «Non andare più lontano»      | 11                           | 4                            | No va haver-hi semifinals   | No va haver-hi semifinals   |
| 1968                              | Londres            | Sergio Endrigo             | «Marianne»                    | 10                           | 7                            | No va haver-hi semifinals   | No va haver-hi semifinals   |
| 1969                              | Madrid             | Iva Zanicchi               | «Due grosse lacrime bianche»  | 14                           | 5                            | No va haver-hi semifinals   | No va haver-hi semifinals   |
| 1970                              | Amsterdam          | Gianni Morandi             | «Occhi di ragazza»            | 9                            | 5                            | No va haver-hi semifinals   | No va haver-hi semifinals   |
| 1971                              | Dublín             | Massimo Ranieri            | «L'amore è un attimo»         | 5                            | 91                           | No va haver-hi semifinals   | No va haver-hi semifinals   |
| 1972                              | Edimburg           | Nicola di Bari             | «I giorni dell'arcobaleno»    | 6                            | 92                           | No va haver-hi semifinals   | No va haver-hi semifinals   |
| 1973                              | Luxemburg          | Massimo Ranieri            | «Chi sarà con te»             | 13                           | 74                           | No va haver-hi semifinals   | No va haver-hi semifinals   |
| 1974                              | Brighton           | Gigliola Cinquetti         | «Sì»                          | 2                            | 18                           | No va haver-hi semifinals   | No va haver-hi semifinals   |
| 1975                              | Estocolm           | Wess & Dori Ghezzi         | «Era»                         | 3                            | 115                          | No va haver-hi semifinals   | No va haver-hi semifinals   |
| 1976                              | La Haia            | Al Bano & Romina Power     | «We'll live it all again»     | 7                            | 69                           | No va haver-hi semifinals   | No va haver-hi semifinals   |
| 1977                              | Londres            | Mia Martini                | «Liberà»                      | 13                           | 33                           | No va haver-hi semifinals   | No va haver-hi semifinals   |
| 1978                              | París              | Ricchi e poveri            | «Questo amore»                | 12                           | 53                           | No va haver-hi semifinals   | No va haver-hi semifinals   |
| 1979                              | Jerusalem          | Matia Bazar                | «Raggio di luna»              | 15                           | 27                           | No va haver-hi semifinals   | No va haver-hi semifinals   |
| 1980                              | La Haia            | Alan Sorrenti              | «Non so che darei»            | 6                            | 87                           | No va haver-hi semifinals   | No va haver-hi semifinals   |
| No hi participà entre 1981 i 1982 |                    |                            |                               |                              |                              |                             |                             |
| 1983                              | Múnic              | Riccardo Fogli             | «Per Lucia»                   | 11                           | 41                           | No va haver-hi semifinals   | No va haver-hi semifinals   |
| 1984                              | Luxemburg          | Alice & Franco Battiato    | «I treni di Tozeur»           | 5                            | 70                           | No va haver-hi semifinals   | No va haver-hi semifinals   |
| 1985                              | Göteborg           | Al Bano & Romina Power     | «Magic oh magic»              | 7                            | 78                           | No va haver-hi semifinals   | No va haver-hi semifinals   |
| No hi participà en 1986           |                    |                            |                               |                              |                              |                             |                             |
| 1987                              | Brussel·les        | Umberto Tozzi & Raf        | «Gente di mare»               | 3                            | 103                          | No va haver-hi semifinals   | No va haver-hi semifinals   |
| 1988                              | Dublín             | Luca Barbarossa            | «Ti scrivo»                   | 13                           | 52                           | No va haver-hi semifinals   | No va haver-hi semifinals   |
| 1989                              | Lausana            | Anna Oxa & Fausto Leali    | «Avrei voluto»                | 10                           | 56                           | No va haver-hi semifinals   | No va haver-hi semifinals   |
| 1990                              | Zagreb             | Toto Cutugno               | «Insieme: 1992»               | 1                            | 149                          | No va haver-hi semifinals   | No va haver-hi semifinals   |
| 1991                              | Roma               | Peppino Di Capri           | «Comme è ddoce 'o mare»       | 7                            | 89                           | No va haver-hi semifinals   | No va haver-hi semifinals   |
| 1992                              | Malmö              | Mia Martini                | «Rapsodia»                    | 4                            | 111                          | No va haver-hi semifinals   | No va haver-hi semifinals   |
| 1993                              | Millstreet         | Enrico Ruggeri             | «Sole d'Europa»               | 12                           | 45                           | Kvalifikacija za Millstreet | Kvalifikacija za Millstreet |
| No hi participà entre 1994 i 1996 |                    |                            |                               |                              |                              |                             |                             |
| 1997                              | Dublín             | Jalisse                    | «Fiumi di parole»             | 4                            | 114                          | No va haver-hi semifinals   | No va haver-hi semifinals   |
| No hi participà entre 1998 i 2010 |                    |                            |                               |                              |                              |                             |                             |
| 2011                              | Düsseldorf         | Raphael Gualazzi           | «Madness of love»             | 2                            | 189                          | Membre del Big 5            | Membre del Big 5            |
| 2012                              | Bakú               | Nina Zilli                 | «L'amore è femmina»           | 9                            | 101                          | Membre del Big 5            | Membre del Big 5            |
| 2013                              | Malmö              | Marco Mengoni              | «L'essenziale»                | 7                            | 126                          | Membre del Big 5            | Membre del Big 5            |
| 2014                              | Copenhaguen        | Emma Marrone               | «La mia città»                | 21                           | 33                           | Membre del Big 5            | Membre del Big 5            |
| 2015                              | Viena              | Il Volo                    | «Grande amore»                | 3                            | 292                          | Membre del Big 5            | Membre del Big 5            |
| 2016                              | Estocolm           | Francesca Michielin        | «No degree of separation»     | 16                           | 124                          | Membre del Big 5            | Membre del Big 5            |
| 2017                              | Kíev               | Francesco Gabbani          | «Occidentali's Karma»         | 6                            | 334                          | Membre del Big 5            | Membre del Big 5            |
| 2018                              | Lisboa             | Ermal Meta i Fabrizio Moro | «Non mi avete fatto niente»   | 5                            | 308                          | Membre del Big 5            | Membre del Big 5            |
| 2019                              | Tel-Aviv           | Mahmood                    | «Soldi»                       | 2                            | 472                          | Membre del Big 5            | Membre del Big 5            |
| 2020                              | Rotterdam          | Diodato                    | «Fai rumore»                  | Festival cancel·lat          | Festival cancel·lat          | Membre del Big 5            | Membre del Big 5            |
| 2021                              | Rotterdam          | Måneskin                   | «Zitti e buoni»               | 1                            | 524                          | Membre del Big 5            | Membre del Big 5            |
| 2022                              | Torí               | Mahmood i Blanco           | «Brividi»                     | 6                            | 268                          | País amfitrió               | País amfitrió               |
| 2023                              | Liverpool          | Marco Mengoni              | «Due vite»                    | 4                            | 350                          | Membre del Big 5            | Membre del Big 5            |
| 2024                              | Malmö              | Angelina Mango             | «La Noia»                     | 7                            | 268                          | Membre del Big 5            | Membre del Big 5            |
| 2025                              | Basilea            | Lucio Corsi                | «Volevo essere un duro»       | 5                            | 256                          | Membre del Big 5            | Membre del Big 5            |

## Festivals organitzats a Itàlia
| Edició                                | Ciutat seu | Localització           | Presentandors                             |
| ------------------------------------- | ---------- | ---------------------- | ----------------------------------------- |
| Festival de la Cançó d'Eurovisió 1965 | Nàpols     | Auditorium RAI         | Renata Mauro                              |
| Festival de la Cançó d'Eurovisió 1991 | Roma       | Teatro 15 di Cinecittà | Gigliola Cinquetti i Toto Cutugno         |
| Festival de la Cançó d'Eurovisió 2022 | Torí       | Pala Alpitour          | Alessandro Cattelan, Laura Pausini i Mika |

## Votació d'Itàlia
Fins 2019, la votació d'Itàlia ha estat:
| Més punts atorgats només en la gran final | Més punts atorgats només en la gran final | Més punts atorgats només en la gran final |
| Pos.                                      | País                                      | Punts                                     |
| ----------------------------------------- | ----------------------------------------- | ----------------------------------------- |
| 1                                         | França                                    | 147                                       |
| 2                                         | Regne Unit                                | 130                                       |
| 3                                         | Espanya                                   | 120                                       |
| 4                                         | Irlanda                                   | 118                                       |
| 5                                         | Alemanya                                  | 107                                       |

| Més punts atorgats en semifinals i final | Més punts atorgats en semifinals i final | Més punts atorgats en semifinals i final |
| Pos.                                     | País                                     | Punts                                    |
| ---------------------------------------- | ---------------------------------------- | ---------------------------------------- |
| 1                                        | França                                   | 147                                      |
| 2                                        | Regne Unit                               | 130                                      |
| 3                                        | Irlanda                                  | 128                                      |
| 4                                        | Espanya                                  | 120                                      |
| 5                                        | Suïssa                                   | 119                                      |

| Més punts rebuts | Més punts rebuts | Més punts rebuts |
| Pos.             | País             | Punts            |
| ---------------- | ---------------- | ---------------- |
| 1                | Espanya          | 232              |
| 2                | Portugal         | 218              |
| 3                | Suïssa           | 195              |
| 4                | Finlàndia        | 184              |
| 5                | França           | 174              |

## 12 punts
- Itàlia ha donat 12 punts a:

### Final (1975 - 2003)
| Any                                   | País                                  | Any                         | País                        | Any                                   | País                                  |
| ------------------------------------- | ------------------------------------- | --------------------------- | --------------------------- | ------------------------------------- | ------------------------------------- |
| 1975                                  | Suïssa                                | 1983                        | Luxemburg                   | 1990                                  | Àustria                               |
| 1976                                  | Irlanda                               | 1984                        | Irlanda                     | 1991                                  | França                                |
| 1977                                  | Mònaco                                | 1985                        | Irlanda                     | 1992                                  | Grècia                                |
| 1978                                  | Luxemburg                             | No hi va participar en 1986 | No hi va participar en 1986 | 1993                                  | Irlanda                               |
| 1979                                  | Espanya                               | 1987                        | Irlanda                     | No hi va participar entre 1994 i 1996 | No hi va participar entre 1994 i 1996 |
| 1980                                  | Alemanya                              | 1988                        | Regne Unit                  | 1997                                  | Estònia                               |
| No hi va participar entre 1981 i 1982 | No hi va participar entre 1981 i 1982 | 1989                        | Àustria                     | No hi va participar entre 1998 i 2003 | No hi va participar entre 1998 i 2003 |

| Any                                   | País    |
| ------------------------------------- | ------- |
| No hi va participar entre 2004 i 2010 |         |
| 2011                                  | Romania |
| 2012                                  | Albània |
| 2013                                  | Ucraïna |
| 2014                                  | Àustria |
| 2015                                  | Israel  |

| Any  | Jurado      | Televot  | Conjunt   |
| ---- | ----------- | -------- | --------- |
| 2016 | Austràlia   | Ucraïna  | Ucraïna   |
| 2017 | Azerbaidjan | Moldàvia | Moldàvia  |
| 2018 | Noruega     | Romania  | Dinamarca |
| 2019 | Dinamarca   | Albània  | Albània   |
| 2021 |             |          |           |

| Any                                   | País      |
| ------------------------------------- | --------- |
| No hi va participar entre 2004 i 2010 |           |
| 2011                                  | Romania   |
| 2012                                  | Albània   |
| 2013                                  | Dinamarca |
| 2014                                  | Àustria   |
| 2015                                  | Suècia    |

| Any  | Jurado      | Televot  | Conjunt   |
| ---- | ----------- | -------- | --------- |
| 2016 | Espanya     | Ucraïna  | Ucraïna   |
| 2017 | Azerbaidjan | Moldàvia | Moldàvia  |
| 2018 | Noruega     | Albània  | Dinamarca |
| 2019 | Dinamarca   | Albània  | Dinamarca |
| 2021 |             |          |           |

## Galeria d'imatges

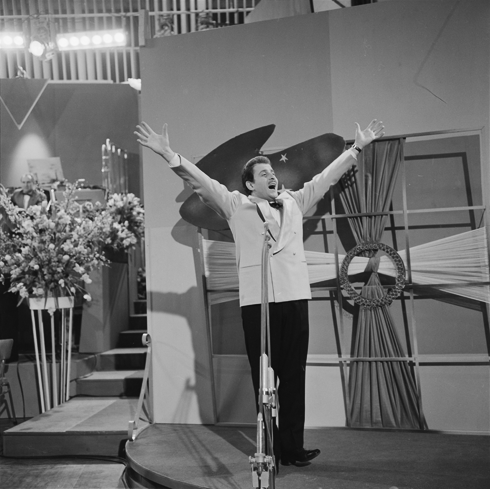
Domenico Modugno a Hilversum (1958) cantant «Nel blu dipinto di blu»
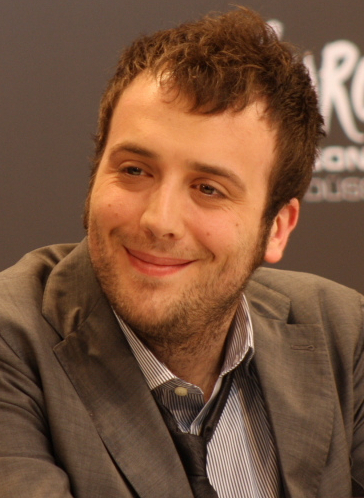
Raphael Gualazzi a Düsseldorf (2011)
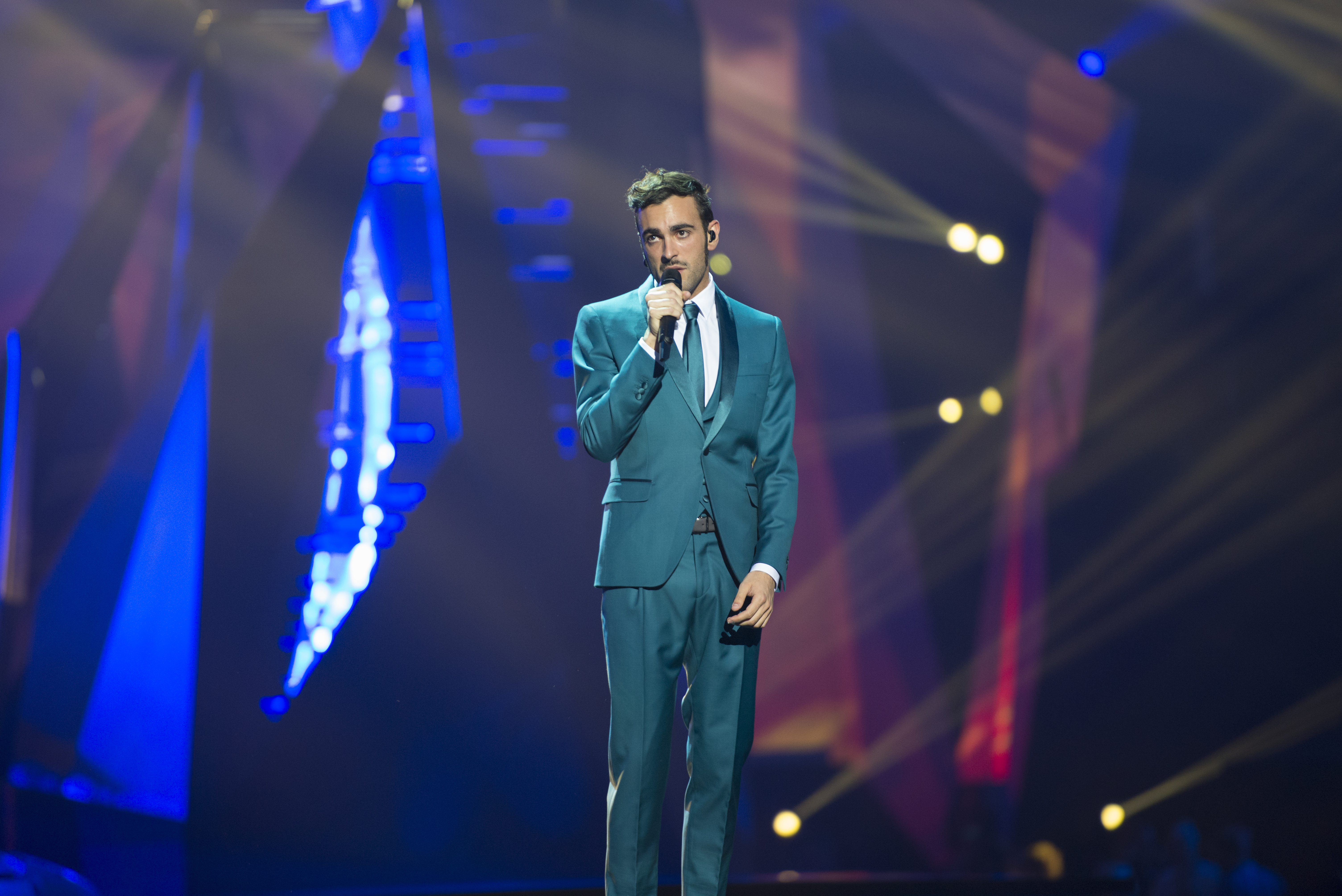
Marco Mengoni a Malmö (2013)
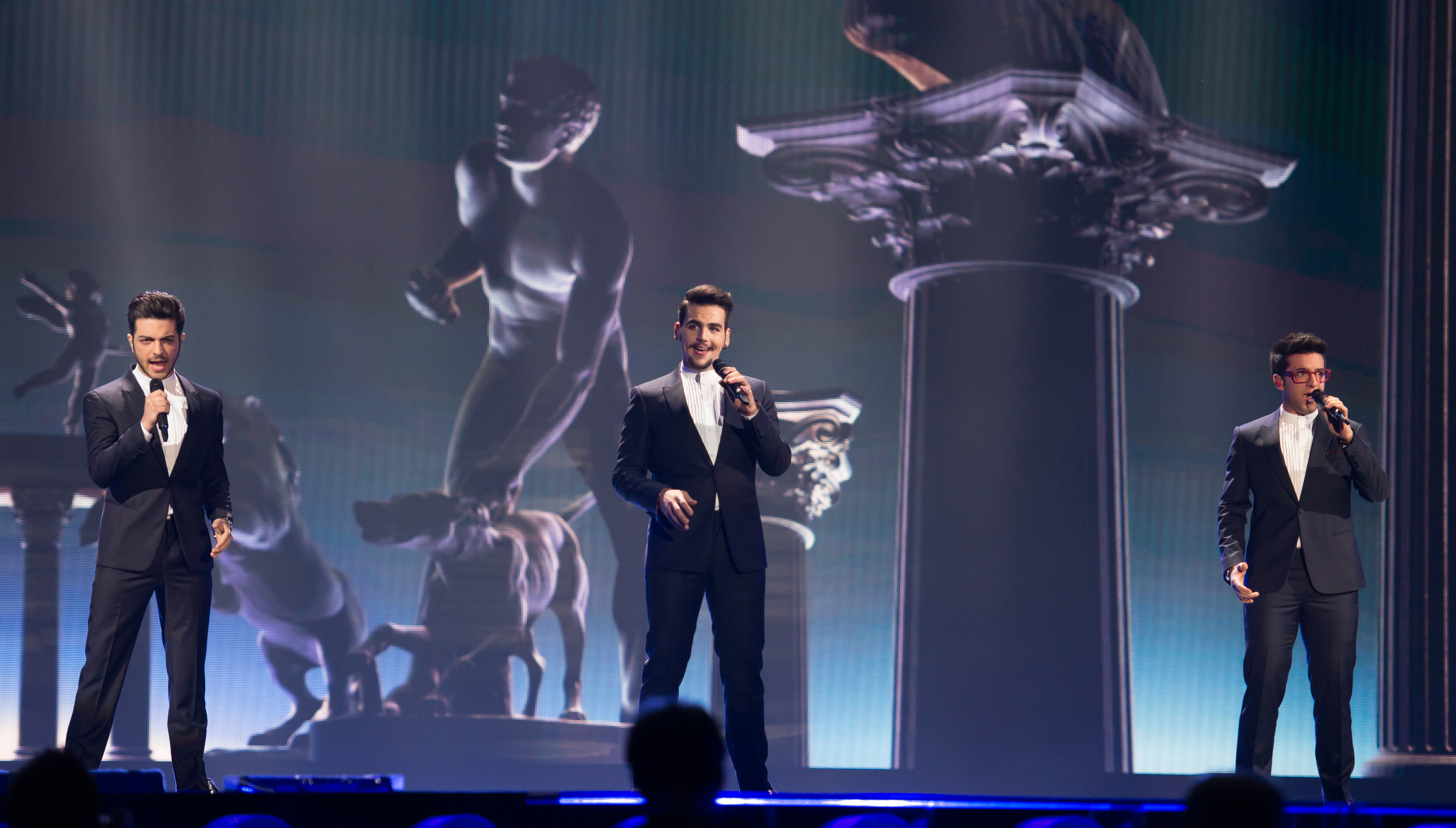
Il Volo a Viena (2015)
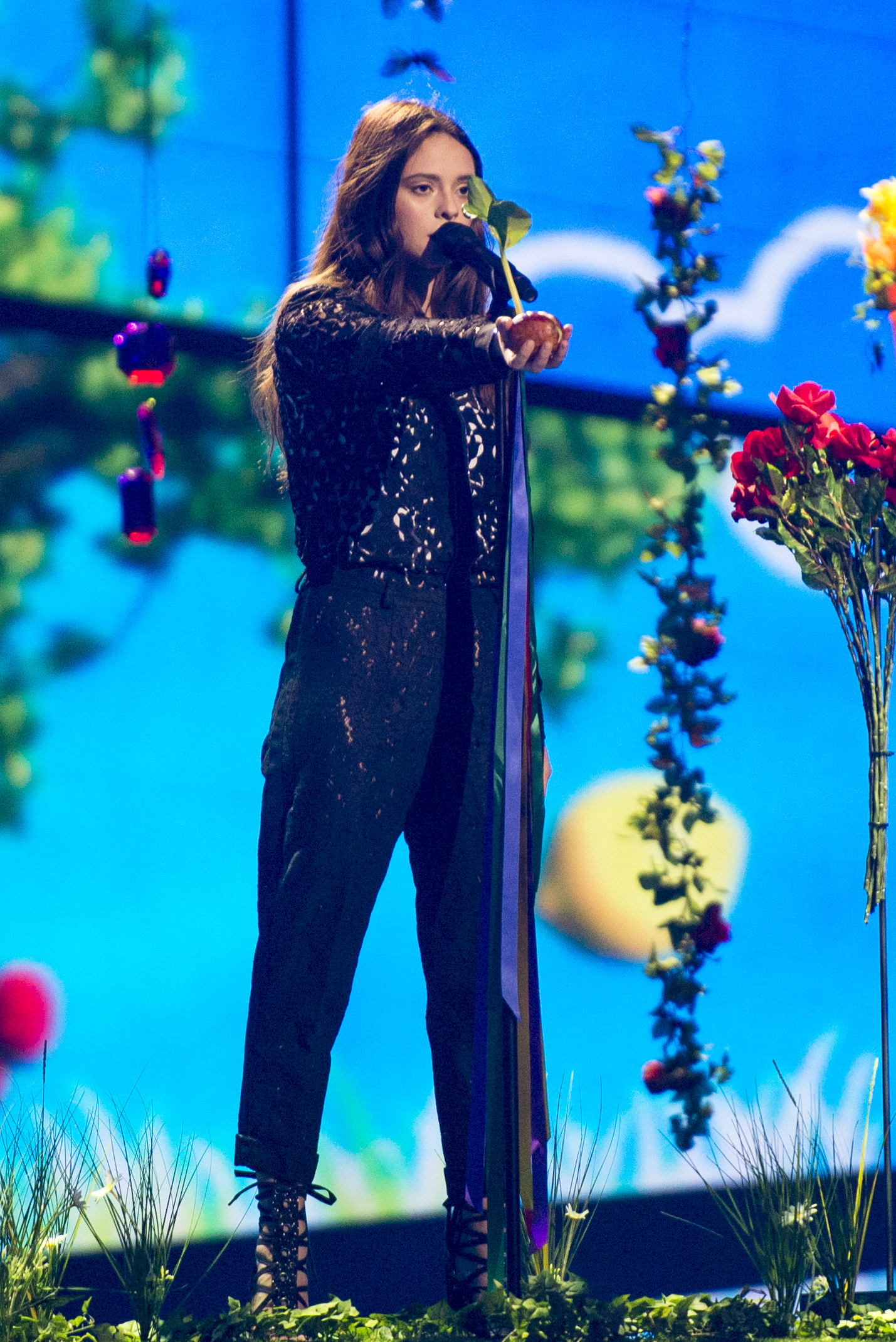
Francesca Michielin a Estocolm (2016)
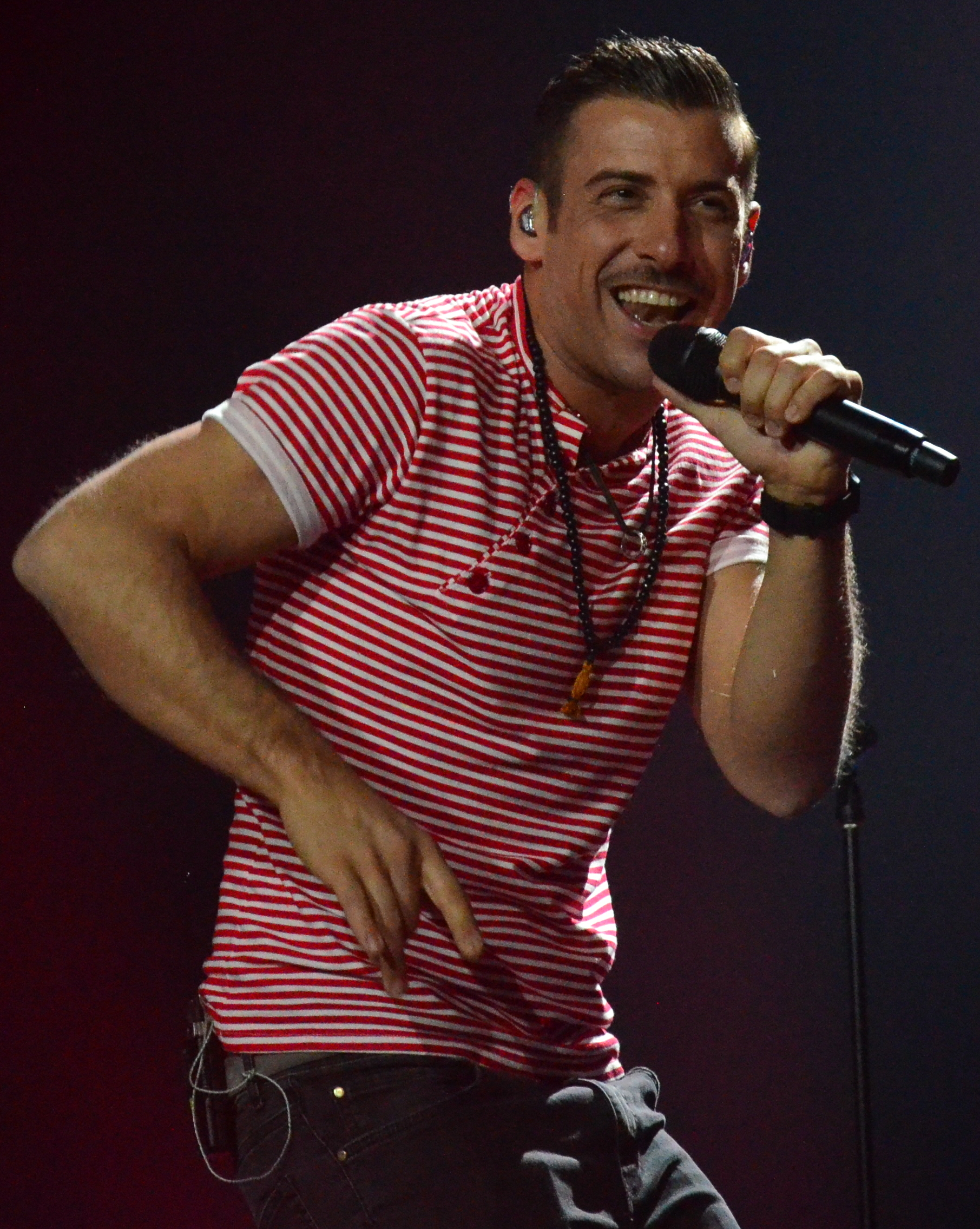
Francesco Gabbani durant els assajos a Kíev (2017)
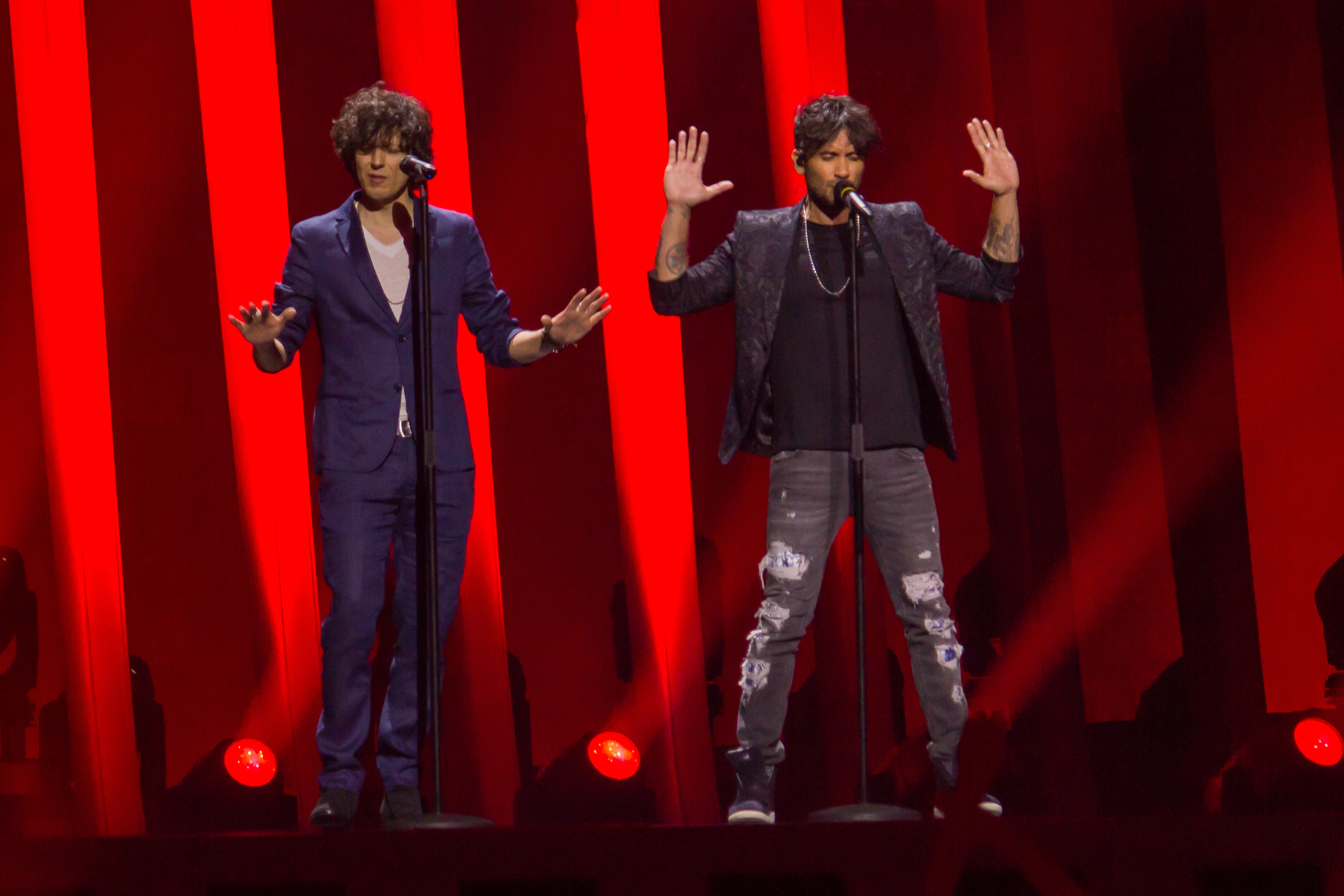
Ermal Meta i Fabrizio Moro a Lisboa (2018)
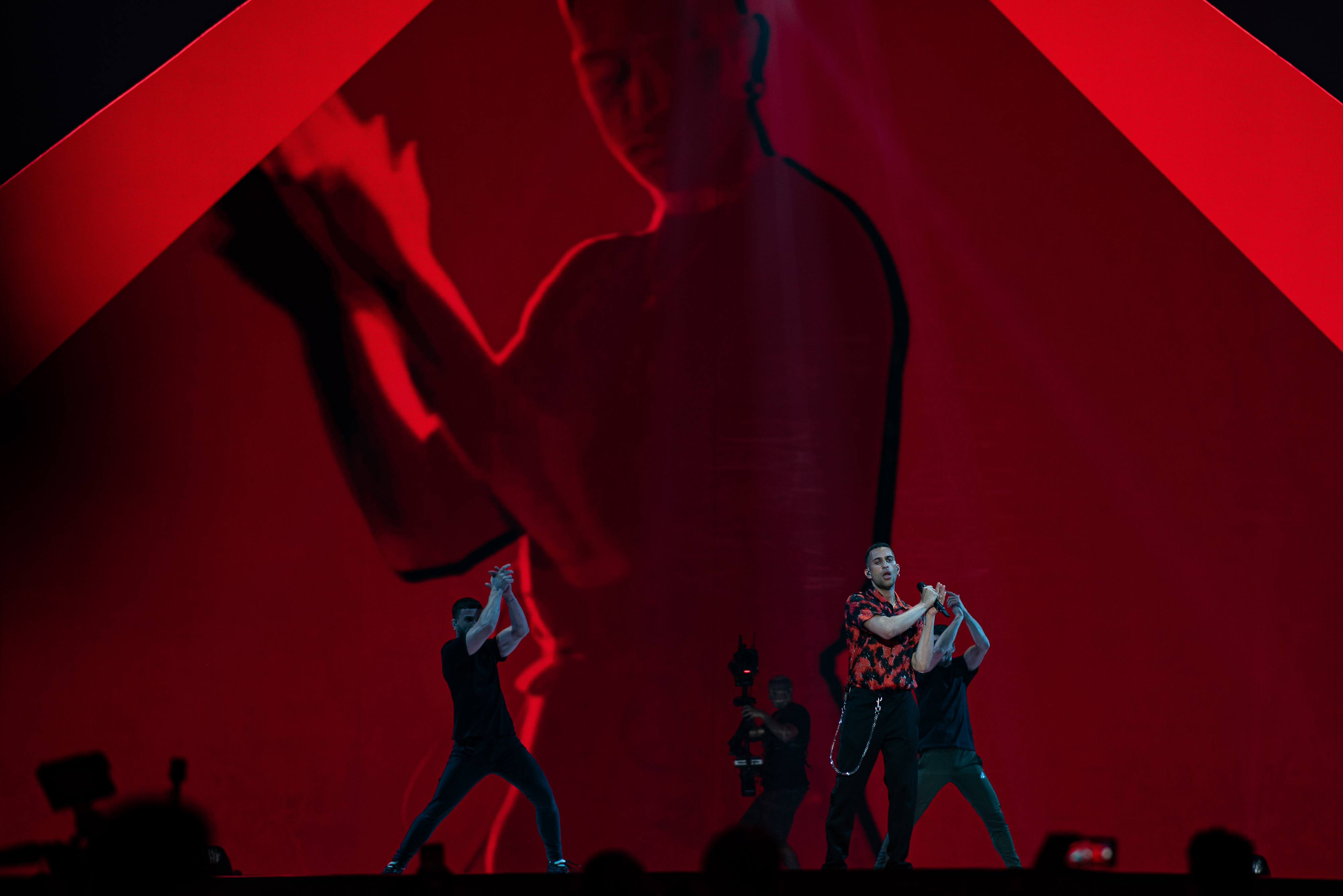
Mahmood a Tel-Aviv (2019)